# Pardosa xerampelina
Pardosa xerampelina là một loài nhện trong họ Lycosidae.
Loài này thuộc chi Pardosa. Pardosa xerampelina được Eugen von Keyserling miêu tả năm 1877.